# 佟克力
佟克力（1952年—）女，佟佳氏，锡伯族，新疆维吾尔自治区察布查尔锡伯自治县人，锡伯族、满族等民族民间文化、语言专家。

## 生平
1952年生于察布查尔锡伯自治县。1980年自新疆大学历史系毕业。在新疆社会科学院历史研究所任副研究员，从事民族史研究。任中国民族史学会、乌鲁木齐锡伯语言学会会员、辽宁大学民俗研究中心兼职研究员。

## 著作
- 佟克力，锡伯族历史与文化，新疆人民出版社，1989年（获得北方十五省市自治区哲学社会科学优秀图书奖）
- 贺灵、佟克力等编，锡伯族研究，新疆人民出版社，1990年
- 贺灵、佟克力，锡伯族史，新疆人民出版社，1993年
- 贺灵、佟克力，锡伯族习俗志，新疆人民出版社，1988年
- 《汉锡简明对照词典》编译组，汉锡简明对照词典，新疆人民出版社，1989年
- 主编贺灵，副主编佟克力、佟玉泉，锡伯族百科全书，新疆人民出版社，1995年
- 贺灵、佟克力，最美的还是我们新疆·察布查尔锡伯自治县，新疆人民出版社，1999年
- 贺灵、佟克力辑注，锡伯族古籍资料辑注，新疆人民出版社，2005年
- 贺灵、佟克力，历史 民族 文化，新疆人民出版社，2006年
- 仲高、贺灵、佟克力，锡伯族民间信仰与社会，民族出版社，2008年
- 佟克力、佟玉泉编，锡伯族民间散存清代满文古典文献，新疆人民出版社，2008年
- 外国谚语选，新疆人民出版社，1986年（参加编译）
- 中国少数民族原始宗教资料丛编·锡伯族卷，中国社会科学出版社，1999年（参加编写）
- 为《新疆民族词典》、《新疆历史词典》、《西北民族词典》、《西域地名词典》等辞书撰写词条20多万字[1]